# Marcello Polesel
Marcello Polesel (Pordenone, 16 gennaio 1910 – Pordenone, 8 aprile 1986) è stato un allenatore di calcio e calciatore italiano, di ruolo attaccante.

## Carriera
Dopo aver militato nel Pordenone, gioca in Serie A con il Padova nella stagione 1933-1934 collezionando in totale 7 presenze e un gol.
Torna inizialmente al Pordenone fino al 1935 e, nella stagione 1936-1937 di Serie C, veste la maglia del Lecce per 13 volte andando a segno nella partita contro il Molfetta (2-2) e realizzando una doppietta nella partita contro la MATER di Roma (4-3 per i romani). Inoltre scese in campo nella partita Cosenza-Lecce (2-2).
Torna una terza volta al Pordenone, dove rimane fino al 1942. Nella stagione 1939-1940 è anche allenatore della formazione neroverde.